# العلاقات البوتسوانية الكمبودية
العلاقات البوتسوانية الكمبودية هي العلاقات الثنائية التي تجمع بين بوتسوانا وكمبوديا.

## مقارنة بين البلدين
هذه مقارنة عامة ومرجعية للدولتين:
| وجه المقارنة                                              | بوتسوانا                       | كمبوديا                   |
| --------------------------------------------------------- | ------------------------------ | ------------------------- |
| المساحة (كم2)                                             | 581.74 ألف                     | 181.03 ألف                |
| عدد السكان (نسمة)                                         | 2.29 مليون                     | 16.01 مليون               |
| الكثافة السكانية (ن./كم²)                                 | 3.94                           | 88.44                     |
| العاصمة                                                   | غابورون                        | بنوم بنه                  |
| اللغة الرسمية                                             | لغة إنجليزية                   | اللغة الخميرية            |
| العملة                                                    | بولا بوتسواني                  | ريال كمبودي، دولار أمريكي |
| الناتج المحلي الإجمالي (بليون دولار)                      | 17.41 مليار                    | 22.16 مليار               |
| الناتج المحلي الإجمالي (تعادل القوة الشرائية) بليون دولار | 35.84 مليار                    | 54.37 مليار               |
| الناتج المحلي الإجمالي الاسمي للفرد دولار أمريكي          | 6.36 ألف                       | 1.16 ألف                  |
| الناتج المحلي الإجمالي للفرد دولار أمريكي                 | 16.10 ألف                      | 3.26 ألف                  |
| مؤشر التنمية البشرية                                      | 0.698                          | 0.555                     |
| رمز المكالمات الدولي                                      | +267                           | +855                      |
| رمز الإنترنت                                              | .bw                            | .kh                       |
| المنطقة الزمنية                                           | ت ع م+02:00، توقيت وسط إفريقيا | ت ع م+07:00               |

## منظمات دولية مشتركة
يشترك البلدان في عضوية مجموعة من المنظمات الدولية، منها:
| علم المنظمة | اسم المنظمة                               | تاريخ انضمام بوتسوانا | تاريخ انضمام كمبوديا |
| ----------- | ----------------------------------------- | --------------------- | -------------------- |
|             | مؤسسة التنمية الدولية                     | 24 يوليو 1968         | 22 يوليو 1970        |
|             | يونسكو                                    | 16 يناير 1980         | 3 يوليو 1951         |
|             | وكالة ضمان الاستثمار متعدد الأطراف        | 15 مايو 1990          | 1 ديسمبر 1999        |
|             | الأمم المتحدة                             | 17 أكتوبر 1966        | 14 ديسمبر 1955       |
|             | الاتحاد البريدي العالمي                   | ?                     | ?                    |
|             | البنك الدولي للإنشاء والتعمير             | 24 يوليو 1968         | 22 يوليو 1970        |
|             | الاتحاد الدولي للاتصالات                  | 2 أبريل 1968          | 10 أبريل 1952        |
|             | منظمة حظر الأسلحة الكيميائية              | ?                     | ?                    |
|             | مؤسسة التمويل الدولية                     | 23 مارس 1979          | 26 مارس 1997         |
|             | المركز الدولي لتسوية المنازعات الاستشارية | 14 فبراير 1970        | 19 يناير 2005        |
|             | منظمة التجارة العالمية                    | ?                     | ?                    |
|             | منظمة الشرطة الجنائية الدولية             | ?                     | ?                    |

## وصلات خارجية
- موقع وزارة الخارجية البوتسوانية
- موقع وزارة الخارجية الكمبودية